# Friesia
Friesia – duńskie czasopismo mykologiczne wydawane w latach 1932–1987. Miało służyć jako czasopismo związkowe Stowarzyszenia Promocji Wiedzy o Grzybach, a częściowo jako wspólne czasopismo duńskie dla osób zainteresowanych grzybami. Stopniowo było ono coraz bardziej zdominowane przez patologię roślin, co prawdopodobnie przyczyniło się do tego, że w pewnym sensie „straciło” ono kontakt ze zwykłymi członkami stowarzyszenia, z których większość bardziej interesowała się grzybami jadalnymi. Ostatecznie zdecydowano się na całkowite zaprzestanie działalności Friesia i w zamian utworzenie dedykowanego dla stowarzyszenia magazynu członkowskiego pt. „GRZYBY”. Wszystkie opublikowane numery Friesia można pobrać ze strony internetowej duńskiego stowarzyszenia mykologicznego.